# Quijano, Mexiko
Quijano är en ort i Mexiko.   Den ligger i kommunen Matamoros och delstaten Tamaulipas, i den östra delen av landet, 700 km norr om huvudstaden Mexico City. Quijano ligger 12 meter över havet och antalet invånare är 103.
Terrängen runt Quijano är mycket platt. Runt Quijano är det ganska tätbefolkat, med 134 invånare per kvadratkilometer. Närmaste större samhälle är Francisco I. Madero, 7,2 km norr om Quijano. Trakten runt Quijano består till största delen av jordbruksmark.